# Monsieur (film, 2018)
Pour plus de détails, voir Fiche technique et Distribution.
Monsieur (Sir) est un film indo-français, écrit et réalisé par Rohena Gera, sorti en 2018.

## Synopsis
Ratna (Tillotama Shome), une jeune veuve, a quitté la campagne pour venir travailler comme domestique chez Ashwin (Vivek Gomber), un riche architecte de Bombay. Après un séjour de plusieurs années aux États-Unis, celui-ci s'apprête à se marier. Mais le mariage est annulé au dernier moment, car sa fiancée Sabina l'a trompé. Il se retrouve seul et plein d'incertitudes, entre travail sur les chantiers et retour solitaire dans son appartement. Ratna, qui habite à plein temps dans son appartement, dispose d'une petit coin de couloir en guise de chambre, où elle a installé un petit autel d'oraisons. Elle lui prépare ses repas, entretient le somptueux appartement moderne et fait preuve de discrétion et d'humilité en s'effaçant devant son employeur, issu d'une caste bien supérieure à elle. Ils s'effleurent, se frôlent, s'évitent dans les recoins de l'appartement, Ratna baissant le regard, Ashwin perdu dans sa mélancolie. Mais celui-ci contrairement à sa famille et ses amis qui ignorent, voire méprisent Ratna, est un homme respectueux.Il est également soucieux du désir de la jeune femme de devenir couturière et lui offre une machine à coudre. Ratna comprend et s'intéresse au désarroi sentimental d'Ashwin, désarroi aussi d'un homme occidentalisé dans un monde qui ne lui convient plus; il s'ouvre peu à peu au dialogue avec elle. Leur relation va progressivement échapper au strict cadre du service.

## Fiche technique
- Titre : Monsieur
- Titre original : Sir
- Réalisation : Rohena Gera
- Scénario : Rohena Gera
- Décors : Parul Sondh
- Costumes : Arjun Bhasin
- Photographie : Dominique Colin
- Musique : Pierre Aviat, crédité Pierre Avia
- Montage : Jacques Comets
- Production : Rohena Gera, Thierry Lenouvel, Rakesh Mehra, Brice Poisson
- Sociétés de production : Ciné-Sud Promotion, Inkpot Films Private Limited
- Société de distribution : Diaphana Distribution
- Pays d'origine :  Inde,  France
- Langues originales : hindi, anglais et marathi
- Genre : Comédie dramatique et romance
- Durée : 99 minutes
- Dates de sortie :
  - France : 29 décembre 2018

## Distribution
- Tillotama Shome : Ratna, la domestique
- Vivek Gomber : Ashwin, le jeune architecte
- Geetanjali Kulkarni : Laxmi, la collègue amie de Ratna
- Chandrachoor Rai : Vicky, ami d'Ashwin
- Bhagyashree Pandit : Choti, la sœur cadette de Ratna
- Rahul Vohra : Haresh, le père d'Ashwin
- Anupriya Goenka : Ankita, la designer
- Divya Seth Shah : la mère d'Ashwin
- Dilnaz Irani : Nandita
- Akash Sinha : Raju
- Rashi Mal : Sabina, la promise d'Ashwin

## Production

### Genèse et développement
- Monsieur prend sa source dans un conflit qu'a réellement connu la réalisatrice, Rohena Gera. La cinéaste a grandi en Inde et, lorsqu'elle était enfant, avait une nourrice qui s’occupait d'elle. La ségrégation était, à ce moment, une réalité. Cette nounou faisait partie de la famille de Rohena mais, en même temps, en était exclue[1].

## Sortie

### Accueil critique
En France, le site Allociné recense une moyenne des critiques presse de 3,8/5.

## Distinctions

### Récompenses
- Festival de Cannes 2018 : Semaine de la critique : Prix Fondation Gan à la Diffusion[3]
- Festival du film de Cabourg 2018 : Prix du Public[4]
- Festival international du film de Saint-Jean-de-Luz 2018 : Grand Prix et Chistera du public[5]

### Sélections
- Festival de Cannes 2018 : Semaine de la critique, en compétition pour : 
  - Grand Prix de la Semaine de la Critique
  - Prix SACD
  - Prix de la Révélation